# Symfonie X
Symfonie X; The Big D is een symfonie van de Amerikaanse componist Don Gillis uit 1968. Het was zijn laatste symfonie.
Gillis hield van grapjes in de muziek. Origineel stond in het manuscript symfonie 10, maar later verving hij 10 door X. Deze X staat niet voor "tien", maar was een raadseltje voor muziekliefhebbers, aldus zijn weduwe Barbara Gillis. Deze symfonie was immers zijn twaalfde; die vreemde reeks kwam door invoeging van een Symfonie 5½ en een Star Sprankled Symphony zonder nummer. 

De toevoeging The Big D laat ook een keus tussen:
- Staat de D voor Don?;
- Staat de D voor de toonsoort waarin het werk begint, maar dat al snel wordt verruild voor de toonsoort C?;
- Staat de D voor Dallas (Texas), waar de componist ten tijde van het componeren verbleef, maar waarom werd de première dan door het Jeugdorkest van Alabama gegeven. De tweede uitvoering was wel voor het Dallas Symphony Orchestra.

De titels van de delen van de symfonie geven slechts gedeeltelijk uitsluitsel:
1. All American City
2. Requiem for a hero;
3. Conventioneer;(Dallas als conventiecentrum)
4. Cotton Bowl (sportstadion).

De symfonie gaat muzikaal in ieder geval over Dallas (Texas). De muziek is puur Amerikaans. Gillis ging daarbij niet uit van een symfonie op puur theoretische gronden (doorwerken thema's etc.), maar ging op zijn gevoel af (Gillis heeft geen conservatoriumopleiding in de muziek gevolgd) . De delen lijken met uitzondering van (2) gebaseerd op Amerikaanse volksliedjes of –dansen en vertonen een grote gelijkenis met de muziek die Aaron Copland schreef voor het ballet Rodeo. Het Amerikaans klinken wordt versterkt door de klanken van Het Koper, die sterk doen denken aan marsmuziek van onder andere Sousa en ook de muziek van Copland. Het verhaal doet de ronde dat Gillis er niet tevreden over was, maar tegelijkertijd heeft Gillis geen enkele poging ondernomen om de symfonie te reviseren.
Deel (2) is qua muziek afwijkend. Requiem for a hero gaat over een zwarte bladzijde (of misschien wel de zwartste bladzijde) in de geschiedenis van Dallas, de moord op president John F. Kennedy.
Dallas is niet de enige stad waarover Gillis een compositie schreef. Ook Tulsa verwees naar een stad.

## Bron en discografie
Vreemd genoeg zijn er van deze toch afwijkende symfonie al twee opnamen, beide op hetzelfde label Albany Records, een label dat gespecialiseerd is in “vergeten” Amerikaanse muziek:
- Albany Symfonie Orkest o.l.v. David Allen Miller
- Sinfonia Varsovia o.l.v. Ian Hobson